# Ralph Angus McQuarrie
Ralph Angus McQuarrie (Gary, 13 juni 1929 - Berkeley, 3 maart 2012) was een Amerikaans ontwerper en illustrator. Hij was bekend om zijn scheppingen voor Star Wars, de tv-serie Battle Star Galactica en Jurassic Park. Hij kreeg een Oscar voor Visuele Effects voor E.T. en voor Cocoon.
Voor Star Wars schiep hij onder andere de figuren Darth Vader, Chewbacca, R2-D2 and C-3PO.
Lucas over McQuarrie: "His genial contribution, in the form of unequalled production paintings, propelled and inspired all of the cast and crew of the original Star Wars trilogy. When words could not convey my ideas, I could always point to one of Ralph's fabulous illustrations and say, 'do it like this'."

## Filmografie
- Star Wars (1977, productie-illustrator)
- Close Encounters of the Third Kind (1977, ontwerper moederschip)
- The Star Wars Holiday Special (1978, illustrator)
- The Empire Strikes Back (1980, ontwerper en conceptual artist)
- Raiders of the Lost Ark (1981, ILM illustrator)
- E.T. the Extra-Terrestrial (1982, scenario-artiest/ontwerper ruimteschip)
- Return of the Jedi (1983, conceptual artist)
- Cocoon (1985, conceptual artist)
- Star Trek IV: The Voyage Home (1986, visueel consultant)
- *batteries not included (1987, conceptual artist)
- Nightbreed (1990, conceptual artist)
- Back to the Future: The Ride (1991, conceptual designer) (niet vermeld op aftiteling)
- Jurassic Park (1993, conceptual artist)

## Trivia
In Star Wars Episode V: The Empire Strikes Back speelde hij de rol van General Pharl McQuarrie; een rol die niet op de aftiteling staat vermeld.